# 肩
肩，俗稱肩膀，是動物軀幹和上肢的交接點，與其相對的部位是臀。肩主要有三塊骨──鎖骨、肩胛骨與肱骨組成。為保證胳臂既能夠運動自如又具有一定力量，肩膀必須在韌性與力量間尋求一個平衡。正因如此，許多肩部問題都是其他交接點（如臀部）所不會遇到的。

右上肢的皮神经支配